# Leucophysalis
Genre
Leucophysalis est un genre de plantes de la famille des Solanaceae.

## Liste d'espèces
Selon NCBI (16 avr. 2012) :
- Leucophysalis grandiflora
- Leucophysalis nana
- Leucophysalis viscosa

Selon ITIS (16 avr. 2012) :
- Leucophysalis grandiflora (Hook.) Rydb.
- Leucophysalis nana (A. Gray) Averett

Selon Catalogue of Life (16 avr. 2012) :
- Leucophysalis grandiflora
- Leucophysalis nana